# Remo, démon de la jungle
Pour plus de détails, voir Fiche technique et Distribution.
Remo, démon de la jungle (Devil Tiger) est un film américain en noir et blanc réalisé par Clyde E. Elliott (en), sorti en 1934.

## Synopsis
Bob Eller se rend en Malaisie. Un chasseur de safari, Ramsey Doyle, recherche le redoutable tigre « Remo » ou « le tigre du diable » qui a tué plusieurs indigènes dans les villages. Bob accompagne Ramsey dans la jungle où les bêtes féroces s'affrontent dans des combats mortels.

## Production
Tourné en Malaisie, en Indochine, à Siam (Thaïlande) et en Inde,, le film présente d'étonnantes scènes véridiques de combats d'animaux, dignes d'un documentaire animalier : un crocodile combat un tigre, un boa constricteur combat un buffle, un lion combat un tigre, un autre lion combat un python,. Il y a eu des blessures pendant les huit mois de tournage.
L’acteur Kane Richmond avait épousé sa partenaire dans le film, Marion Burns, un an avant la sortie du film (le 22 mai 1933),.

## Fiche technique
- Titre : Remo, démon de la jungle
- Titre original : Devil Tiger
- Réalisateurs : Clyde E. Elliott (en)
- Scénario : James O. Spearing, Russell G. Shields, Lew Lehr (en), d'après l'histoire de James O. Spearing
- Photographie : John Brockhurst, Richard W. Maedler
- Son : Walter R. Hicks
- Montage : Truman H. Talley
- Société de production et de distribution : Fox Film
- Pays de production :  États-Unis
- Langue originale : anglais américain
- Format : noir et blanc — 35 mm — 1,37:1 — son : mono (Western Electric Noiseless Recording)
- Genre : Action, Aventure
- Durée : 60 minutes
- Dates de sortie :
  - États-Unis : 8 février 1934
  - France : 21 septembre 1934

## Distribution
- Kane Richmond : Robert 'Bob' Eller
- Harry Woods : Ramseye Doyle
- Marion Burns : Mary Brewster
- Ah Lee : Ah Lee, le guide
- Remow the Tiger : Remo / Satan, le tigre